# Emanuel Balley
Emanuel Balley (Glina, 30. kolovoza 1875. – Zagreb, 19. ožujka 1969.) domobranski pukovnik.

## Životopis
Balley je zapovjedao Prvom pješačkom divizijom NDH od kolovoza 1941. do listopada 1942., kad je umirovljen. Poslije rata 1946. osuđen je na višegodišnju robiju, izdržao je 2 godine u Staroj Gradiški.